# Sergio Santimaria
Sergio Santimaria (Vigevano, 26 aprile 1957) è un ex ciclista su strada italiano.
Professionista dal 1978 al 1987, conta la vittoria di due tappe al Giro d'Italia.

## Carriera
Corridore con caratteristiche di passista, tra i dilettanti vinse tra le altre la Milano-Rapallo 1977.
Passato professionista nel 1978 con Dino Zandegù alla Mecap, ottenne i maggiori successi al Giro d'Italia, imponendosi ad Alessandria nel 1984 e a Sciacca nel 1986; in quest'ultima occasione vestì anche per un giorno la maglia rosa di leader della classifica generale. Vinse anche l'ultima edizione della Gran Fondo, chiamata anche "La Seicento", disputata nel giugno 1979, corsa in linea da Milano a Roma di 670 km. Dal 1983 al 1985 fu gregario di Giuseppe Saronni alla Del Tongo. Concluse la carriera professionistica nel 1987 dopo due stagioni con i colori dell'Ariostea.
È padre della triatleta Margie Santimaria.

## Palmarès
- 1977 (dilettante)

Coppa Negrini
Milano-Rapallo
- 1979 (Mecap, una vittoria)

Gran Fondo
- 1984 (Del Tongo, una vittoria)

14ª tappa Giro d'Italia (Lerici > Alessandria)
- 1986 (Ariostea, una vittoria)

1ª tappa Giro d'Italia (Palermo > Sciacca)

### Altri successi
- 1982 (Selle San Marco)

Juarez de Ondizia

## Piazzamenti

### Grandi Giri
- Giro d'Italia

1978: 84º
1979: 78º
1980: 82º
1981: ritirato
1983: 85º
1984: ritirato
1986: 60º
- Vuelta a España

1984: 60º

### Classiche monumento
- Milano-Sanremo

1978: 129º
1979: 26º
1981: 22º
1984: 43º
1986: 11º
- Liegi-Bastogne-Liegi

1986: 49º
- Giro di Lombardia

1983: 42º